# Света Терезија Авилска
Терезија Авилска (Авила, 28. март 1515 — Алба де Тормес, 4/15. октобар 1582) била је кључна особа католичке реформације као мистичарка, списатељица и реформатор монашке заједнице кармелићанки. Заштитница је Шпаније, града Пожеге у Хрватској, болесника, израђивача чипке.

## Биографија
Терезија се родила 28. марта 1515. у Авили, главном граду истоимене покрајине у Старој Кастиљи, који је надалеко познат по 5 км дугачким бедемима из XI. века. Родитељи су јој били Дон Алонсо Санћес де Сепеда и Дона Беатрис де Аумада. Осим ње имали су још једанаестеро деце. Од трију девојчица само се Терезија одлучила за калуђерски сталеж. Одлуку није донела из неке нужде, већ потпуно слободно и промишљено. У својој девојачкој доби између четрнаесте и осамнаесте године и она је много држала до лепоте, љупкости, богатства и љубави па се озбиљно бавила и мислима о удаји. Иако је већ од раног детињства била веома темпераментна, у својим жељама и одлукама силовита, ипак ништа није чинила непромишљено, без претходног размишљања. Поседовала је велику и спонтану способност да љуби, но то је никад није довело у неприлику да би нешто од онога што је рекла или обећала морала повући, а што говори да је све пре добро одмерила. Након што је као адолесцент постала свесна могућности да заврши у паклу ако настави и даље живети лакомисленим животом, почела је озбиљно размишљати о трајним животним вредностима и остварењу духовног позива. Сама одлука да ступи у манастир кармелићанки од Отеловљења у Авили, није била лака ни за њу, али ни за њену околину у којој је била обљубљена. Она сама о томе сведочи: »Једва могу веровати да ће моја бол и у смрти бити већа од оне што сам је осећала кад сам напуштала родитељску кућу. Чинило ми се као да се у мени одваја свака поједина кост.« 
Како је Терезија била промишљена и одлучна жена, кад је једном одлучила постати калуђерица, онда је ту ствар узела веома озбиљно. Прву годину монаштва настојала је око савршености тако одлучно да се живчано и телесно брзо докрајчила. Упала је у стање свеопште анемије, а затим је кроз четири дана била потпуно укочена. Свима је изгледало да ће умрети и већ су све припремили за сахрану. Но, она се наједанпут пробудила из свога мртвила и укочености те сама отклонила посвећени восак, којим су јој по тадашњем обичају били већ заливали очне капке.
Након тога искуства не значи да је Терезија одмах постала светица. Још је осамнаест година провела у осредњости. Али од часа кад је јасно видела да је Бог више не жели гледати »у разговору с људима, већ с анђелима« и кад је своје срце с његовим великим могућностима »настојала ускладити« са Срцем Христовим, до тада просечна кармелићанка постаде јака жена, велика редовница, која је настојала свој живот проживљавати у духу Јеванђеља. И у томе је била сва обнова Кармела, обнова која је ишла полако, уз многе потешкоће, али која је потпуно преобразила редовнички живот. Родио се нови, идеални Кармел, нама добро познате босоноге кармелићанке, достојне кћери велике мајке Терезије од Исуса.
Ради обнове Кармела Терезија је крстарила целом Шпанијом. Није више било потешкоће која би је зауставила. И то је био живот њене последње двадесет и друге године. Из тог су живота као најзрелији плодови онога раздобља настала њена писана дела: Књига милосрђа Божјег "Мој живот", у којој је мајсторски и дубоко психолошки описала повест свога живота, "Пут савршености", "Замак душе", "Оснуци", као и небројена писма, те сведочанства узвишене мистичне лирике.
Наслућујући све кушње које чекају Цркву и хршћанство, вапила је: »О хршћани, време је да браните свога Краља те да се у тако великој запуштености око њега сврстате! Јер мали је број верних који га још окружује; велико је напротив мноштво оних који следе Луцифера. Но, најгоре је што они који споља изгледају као Господови пријатељи, потајно га изнутра издају, тако да он не налази готово никога на кога би се могао ослонити.«
Но Терезија је знала и веровала да је одлучујуће оружје једино молитва јер из ње и друга средства добивају своју јачину. Зато је у борби за Христа и Цркву оснивала самостане у којима ће њене сестре молити и на тај начин за краљевство се Божје борити. Историја јој је дала право јер она постаде једна од врхунских ликова католичке обнове ΧVI века, с утицајем који траје још и данас. Њен су се живот и духовно искуство савршено уткали у обновитељски покрет Цркве што га је започео Тридентски сабор.
Терезија је напустила ово време издахнувши у ноћи с 14. на 15. октобра 1582, управо када је ступила на снагу грегоријанска реформа календара. Има и у томе много знаковитости, јер је Терезија Авилска својом обновом Кармела учинила велики помак напред и за редовништво, али и за хршћанску духовност у светским размерама. У својој изворности и генијалности она већ 4 века утичу на оно што се назива духовни живот Европе. Папа Павле VI прогласио ју је стога 27. септембра 1970. првом од жена научитељицом Цркве. Енглески историчар Мекелеј у једном свом есеју назвао је св. Терезију Авилску »срцем католичке реформе«, а Гисберт Кранц мисли да она припада човечанству, што значи да је заједничка својина целог човечанства.